# 투나이스
투나이스(2NISE)는 대한민국의 보이 밴드이다. 모든 구성원들은 작곡과 음악 프로듀싱에 참여한다.
과거 5tion 소속이었던 황성환(존)은 2010년 중순 호현, 조군과 함께 셀프프로듀싱 그룹을 결성했다.

## 구성원

### 현재 구성원
- 존
- 호현
- 조군

## 디스코그래피
- 왜이래 - 2010년 4월 15일
- 왜이래 (Original Ver.) - 2010년 8월 19일
- 그 말 - 2011년 10월 17일